# Elecciones municipales de Chachapoyas de 1993
Las elecciones municipales de Chachapoyas de 1993 se llevaron a cabo el 29 de enero de 1993 para elegir al alcalde y al Concejo Provincial de Chachapoyas para el periodo 1993-1995. La elección se celebró simultáneamente con elecciones municipales en todo el país.
Por primera vez en la historia de Chachapoyas, una lista independiente se alzó con la victoria en las elecciones provinciales. Francisco Ramos Santillán, candidato de la lista independiente Cambio 93, vinculada al fujimorismo, fue elegido alcalde provincial. Las listas independientes dominaron la composición del concejo provincial, mientras que los partidos tradicionales, Acción Popular y el Partido Aprista Peruano, sufrieron su peor desempeño electoral hasta ese momento. Los resultados oficiales conservados por el Jurado Nacional de Elecciones son parciales; la lista independiente 6 de Junio, que ocupó el segundo lugar, presentó numerosas impugnaciones contra los resultados, cuestionando la legitimidad del proceso electoral.
En el ámbito distrital, las listas independientes también lograron un éxito sin precedentes, ganando en quince de los veinte distritos de la provincia. Cambio 93, además de obtener la alcaldía provincial, concentró casi la mitad de los votos distritales y aseguró el control de doce concejos, estableciéndose como la fuerza predominante. La lista independiente Frente Cívico para el Desarrollo también destacó al ganar en La Jalca, el distrito más poblado de la provincia. El aprismo, aunque sufrió un significativo retroceso, logró conservar el control de tres distritos, incluyendo Leimebamba, el segundo más poblado, que había gobernado ininterrumpidamente desde 1980. Acción Popular, en cambio, apenas consiguió dos alcaldías distritales, registrando su peor desempeño histórico.
Esta elección marcó el inicio del predominio de las listas independientes, que se consolidaron como la principal fuerza electoral y relegaron a los partidos tradicionales a un rol marginal, siguiendo la tendencia nacional del colapso del sistema de partidos. Ningún partido político ganaría las elecciones en Chachapoyas hasta 2002, casi diez años después.

## Sistema electoral
La Municipalidad Provincial de Chachapoyas es el órgano administrativo y de gobierno de la provincia de Chachapoyas. Está compuesta por el alcalde y el Concejo Provincial.
La votación del alcalde y el concejo se realiza en base al sufragio universal, que comprende a todos los ciudadanos nacionales mayores de dieciocho años, empadronados y residentes en la provincia de Chachapoyas y en pleno goce de sus derechos políticos, así como a los ciudadanos no nacionales residentes y empadronados en la provincia de Chachapoyas.
El Concejo Provincial de Chachapoyas está compuesto por 19 regidores elegidos por sufragio directo para un período de tres (3) años, en forma conjunta con la elección del alcalde (quien lo preside). La votación es por lista cerrada y bloqueada. Se asigna a la lista ganadora los escaños según el método d'Hondt o la mitad más uno, lo que más le favorezca. Es elegido como alcalde el candidato que ocupe el primer lugar de la lista que haya obtenido la más alta votación.

## Composición del Concejo Provincial de Chachapoyas
La siguiente tabla muestra la composición del Concejo Provincial de Chachapoyas antes de las elecciones.
| Partidos | Partidos                | Regidores |
| -------- | ----------------------- | --------- |
|          | Frente Democrático      | 11        |
|          | Partido Aprista Peruano | 4         |
|          | Izquierda Unida         | 4         |

## Partidos y candidatos
A continuación se muestra una lista de los principales partidos y alianzas electorales que participaron en las elecciones:
| Candidatura | Candidatura | Partidos y alianzas                                          | Candidatos | Candidatos                | Ideología                                | Resultado previo | Resultado previo | Ref. |
| Candidatura | Candidatura | Partidos y alianzas                                          | Candidatos | Candidatos                | Ideología                                | Votos (%)        | Reg.             | Ref. |
| ----------- | ----------- | ------------------------------------------------------------ | ---------- | ------------------------- | ---------------------------------------- | ---------------- | ---------------- | ---- |
|             | AP          | Lista - Acción Popular (AP)                                  |            | Juan Tuesta Zumaeta       | Humanismo Nacionalismo cívico Reformismo | 43.60%           | 11               |      |
|             | APRA        | Lista - Partido Aprista Peruano (APRA)                       |            | Raquel Robles de Román    | Aprismo                                  | 26.77%           | 4                |      |
|             | IND         | Lista - Lista Independiente Cambio 93                        |            | Francisco Ramos Santillán | Fujimorismo Localismo chachapoyano       | Nuevo            | Nuevo            |      |
|             | IND         | Lista - Lista Independiente 6 de Junio                       |            | Leonardo Rojas Sánchez    | Localismo chachapoyano                   | Nuevo            | Nuevo            |      |
|             | IND         | Lista - Lista Independiente Frente Cívico para el Desarrollo |            | Carlos Burga Oyarce       | Localismo chachapoyano                   | Nuevo            | Nuevo            |      |

## Resultados

### Sumario general
|                        |                                                      |              |              |              |           |           |
| Partidos y coaliciones | Partidos y coaliciones                               | Voto popular | Voto popular | Voto popular | Regidores | Regidores |
| Partidos y coaliciones | Partidos y coaliciones                               | Votos        | %            | ±pp          | Total     | +/−       |
|                        | Lista Independiente 6 de Junio                       | 1,541        | 34.24        | n/a          | 3         | +3        |
|                        | Lista Independiente Frente Cívico para el Desarrollo | 1,120        | 24.89        | n/a          | 2         | +2        |
|                        | Lista Independiente Cambio 93                        | 655          | 14.56        | n/a          | 11        | +11       |
|                        | Acción Popular (AP)                                  | 616          | 13.69        | n/a          | 1         | –10       |
|                        | Partido Aprista Peruano (APRA)                       | 568          | 12.62        | –17.72       | 2         | –2        |
|                        |                                                      |              |              |              |           |           |
| Total                  | Total                                                | 4,500        |              |              | 19        | ±0        |
|                        |                                                      |              |              |              |           |           |
| Votos válidos          | Votos válidos                                        | 4,500        | 80.69        | +6.40        |           |           |
| Votos en blanco        | Votos en blanco                                      | 143          | 2.56         | –3.13        |           |           |
| Votos nulos            | Votos nulos                                          | 934          | 16.75        | –3.27        |           |           |
| Votos emitidos         | Votos emitidos                                       | 5,577        | 26.80        | –35.89       |           |           |
| Abstenciones           | Abstenciones                                         | 15,229       | 73.20        | +35.89       |           |           |
| Votantes registrados   | Votantes registrados                                 | 20,806       |              |              |           |           |
|                        |                                                      |              |              |              |           |           |
| Fuente:                |                                                      |              |              |              |           |           |

### Concejo Provincial de Chachapoyas
| Cargo                              | Autoridad electa              | Partido político | Partido político                                     |
| ---------------------------------- | ----------------------------- | ---------------- | ---------------------------------------------------- |
| Alcalde Provincial de Chachapoyas  | Francisco Ramos Santillán     |                  | Lista Independiente Cambio 93                        |
| Regidor Provincial de Chachapoyas  | Jesús Coronel Leyva           |                  | Lista Independiente Cambio 93                        |
| Regidor Provincial de Chachapoyas  | Juan Palacios López           |                  | Lista Independiente Cambio 93                        |
| Regidora Provincial de Chachapoyas | Gladis Rivasplata Tenorio     |                  | Lista Independiente Cambio 93                        |
| Regidor Provincial de Chachapoyas  | Jorge Muñoz Saavedra          |                  | Lista Independiente Cambio 93                        |
| Regidor Provincial de Chachapoyas  | Víctor Arellanos Mendoza      |                  | Lista Independiente Cambio 93                        |
| Regidor Provincial de Chachapoyas  | Hipólito Reyna Muñoz          |                  | Lista Independiente Cambio 93                        |
| Regidora Provincial de Chachapoyas | Eneida Tenorio Concha         |                  | Lista Independiente Cambio 93                        |
| Regidor Provincial de Chachapoyas  | Felipe Raico Silva            |                  | Lista Independiente Cambio 93                        |
| Regidor Provincial de Chachapoyas  | Rosas Carranza Guevara        |                  | Lista Independiente Cambio 93                        |
| Regidora Provincial de Chachapoyas | Bertha Villacrez Gallo        |                  | Lista Independiente Cambio 93                        |
| Regidor Provincial de Chachapoyas  | Carlos Huamán Herrera         |                  | Lista Independiente Cambio 93                        |
| Regidor Provincial de Chachapoyas  | Carlos Olascoaga Mas          |                  | Lista Independiente 6 de Junio                       |
| Regidor Provincial de Chachapoyas  | Humberto Sopla Bacalla        |                  | Lista Independiente 6 de Junio                       |
| Regidor Provincial de Chachapoyas  | Manuel Ordoñez Mori           |                  | Lista Independiente 6 de Junio                       |
| Regidor Provincial de Chachapoyas  | Eloy Cieza Mejía              |                  | Lista Independiente Frente Cívico para el Desarrollo |
| Regidor Provincial de Chachapoyas  | Ricardo Portocarrero Meléndez |                  | Lista Independiente Frente Cívico para el Desarrollo |
| Regidor Provincial de Chachapoyas  | Wilmer Gutiérrez Hidalgo      |                  | Partido Aprista Peruano                              |
| Regidor Provincial de Chachapoyas  | Ignacio Salazar Olivera       |                  | Partido Aprista Peruano                              |
| Regidor Provincial de Chachapoyas  | Hitler Jiménez Mendoza        |                  | Acción Popular                                       |

## Elecciones municipales distritales

### Sumario general
| Partidos y coaliciones | Partidos y coaliciones                               | Voto popular | Voto popular | Voto popular | Alcaldías | Alcaldías |
| Partidos y coaliciones | Partidos y coaliciones                               | Votos        | %            | ±pp          | Total     | +/−       |
| ---------------------- | ---------------------------------------------------- | ------------ | ------------ | ------------ | --------- | --------- |
|                        | Lista Independiente Cambio 93                        | 2,254        | 48.94        | n/a          | 12        | +12       |
|                        | Partido Aprista Peruano (APRA)                       | 920          | 19.97        | –10.94       | 3         | –1        |
|                        | Lista Independiente Frente Cívico para el Desarrollo | 484          | 10.51        | n/a          | 2         | +2        |
|                        | Acción Popular (AP)                                  | 360          | 7.82         | n/a          | 2         | –13       |
|                        | Lista Independiente 6 de Junio                       | 324          | 7.03         | n/a          | 1         | +1        |
|                        | Listas independientes distritales                    | 264          | 5.73         | n/a          | 0         | ±0        |
|                        |                                                      |              |              |              |           |           |
| Total                  | Total                                                | 4,606        |              |              | 20        | ±0        |
|                        |                                                      |              |              |              |           |           |
| Votos válidos          | Votos válidos                                        | 4,606        | 71.60        | +8.89        |           |           |
| Votos en blanco        | Votos en blanco                                      | 357          | 5.55         | –2.25        |           |           |
| Votos nulos            | Votos nulos                                          | 1,470        | 22.85        | –6.63        |           |           |
| Votos emitidos         | Votos emitidos                                       | 6,433        | n/a          | n/a          |           |           |
| Abstenciones           | Abstenciones                                         | n/d          | n/a          | n/a          |           |           |
| Votantes registrados   | Votantes registrados                                 | n/d          |              |              |           |           |
|                        |                                                      |              |              |              |           |           |
| Fuente:                |                                                      |              |              |              |           |           |

### Resultados por distrito
Las siguientes tablas enumeran el control de los distritos de la provincia de Chachapoyas. El cambio de mando de una organización política se resalta del color de ese partido.
| Distrito                | Alcalde(sa) titular            | Partido político | Partido político        | Alcalde(sa) electo(a)         | Partido político | Partido político                 |
| ----------------------- | ------------------------------ | ---------------- | ----------------------- | ----------------------------- | ---------------- | -------------------------------- |
| Asunción                | María Vargas Culqui            |                  | Frente Democrático      | Franklin Castillo Puerta      |                  | Frente Cívico para el Desarrollo |
| Balsas                  | Juan Arbildo Araujo            |                  | Partido Aprista Peruano | Francisco Vera Chávez         |                  | Cambio 93                        |
| Cheto                   | Amacias Huamán Rojas           |                  | Frente Democrático      | Albino Culquimboz Santillán   |                  | Cambio 93                        |
| Chiliquín               | César Bobadilla Chuquimbalqui  |                  | Frente Democrático      | César Bobadilla Chuquimbalqui |                  | Cambio 93                        |
| Chuquibamba             | Teodorico Zegarra Huamán       |                  | Frente Democrático      | Felipe Vergaray Ocampo        |                  | Cambio 93                        |
| Granada                 | Marcos López Hoyos             |                  | Frente Democrático      | Félix Culqui Gaslac           |                  | Cambio 93                        |
| Huancas                 | Luis Vargas Vilchez            |                  | Frente Democrático      | Indalecio Inga Puscan         |                  | Acción Popular                   |
| La Jalca                | Arquímedes Huamán Salon        |                  | Frente Democrático      | Víctor Rojas Horna            |                  | Frente Cívico para el Desarrollo |
| Leimebamba              | Gustavo Cervera Coronel        |                  | Partido Aprista Peruano | Gustavo Correa Coronel        |                  | Partido Aprista Peruano          |
| Levanto                 | Tadeo Castillo Soplín          |                  | Izquierda Unida         | Tadeo Castillo Soplín         |                  | Cambio 93                        |
| Magdalena               | Teodomiro Jalk Ruiz            |                  | Partido Aprista Peruano | David Caro Rodríguez          |                  | Cambio 93                        |
| Mariscal Castilla       | Nora García de Sánchez         |                  | Frente Democrático      | Octavio Valle Caman           |                  | Cambio 93                        |
| Molinopampa             | Rómulo Mas Portocarrero        |                  | Frente Democrático      | Rómulo Mas Portocarrero       |                  | Cambio 93                        |
| Montevideo              | Aguilberto Vergaray Epiquin    |                  | Frente Democrático      | Óscar Huablocho Llaja         |                  | 6 de Junio                       |
| Olleros                 | Roger Inga Sopla               |                  | Frente Democrático      | Lindo Trauco Mas              |                  | Partido Aprista Peruano          |
| Quinjalca               | Buenaventura Pilco Culqui      |                  | Frente Democrático      | Conrado Culqui Mirano         |                  | Cambio 93                        |
| San Francisco de Daguas | Benjamín Rojas Tejada          |                  | Frente Democrático      | Benjamín Rojas Tejada         |                  | Cambio 93                        |
| San Isidro de Maino     | Segundo Vásquez Chávez         |                  | Partido Aprista Peruano | José Santillán Picón          |                  | Acción Popular                   |
| Soloco                  | Wilfredo Bardales Portocarrero |                  | Frente Democrático      | Salvador Tuesta Castillo      |                  | Cambio 93                        |
| Sonche                  | Buenaventura Zabarburu Vilca   |                  | Frente Democrático      | Arístides Cruz Cruz           |                  | Partido Aprista Peruano          |